# Prats-du-Périgord
Prats-du-Périgord là một xã của Pháp, nằm ở tỉnh Dordogne trong vùng Aquitaine của Pháp.

## Hành chính
| Danh sách các xã trưởng                |             |                        |                  |         |
| Giai đoạn                              | Giai đoạn   | Tên                    | Đảng             | Tư cách |
| tháng 3 năm 2001                       | đương nhiệm | Michel Gauthier-Milhac | không chính thức | hưu trí |
| Tất cả các dữ liệu trước đây không rõ. |             |                        |                  |         |

## Thông tin nhân khẩu
| Năm | 1962 | 1968 | 1975 | 1982 | 1990 | 1999 |
| --- | ---- | ---- | ---- | ---- | ---- | ---- |
| Dân số | 247  | 238  | 197  | 212  | 199  | 183  |
| From the year 1962 on: No double counting—residents of multiple communes (e.g. students and military personnel) are counted only once. |      |      |      |      |      |      |